# De Orchideis Europaeis Annotationes
De Orchideis Europaeis Annotationes (abreviado De Orchid. Eur.) es un libro con ilustraciones y descripciones botánicas que fue escrito por el médico, botánico, pteridólogo y briólogo francés Louis Claude Marie Richard y publicado en París en el año 1817.